# Totem Pole (Monument Valley)
El Totem Pole és un pilar o torre de roca que es troba a Monument Valley. És una resta molt erosionada d'un butte.
Els deserts del final del període Permià, fa 260 milions d'anys, van formar les arenisques de De Chelly i Wingate que formen les buttes, els tòtems i les taules a Monument Valley.
El Totem Pole s'aixeca al costat d'una reunió d'agulles més gruixudes del Navajo anomenada Yei Bi Chei i es pot veure a través d'un Valley Drive autoguiat.

## Escalada
El Totem Pole va ser escalat per primera vegada entre l'11 i el 13 de juny de 1957 per Bill Feuerer, Jerry Gallwas, Mark Powell i Don Wilson. La primera ruta d'ascens té una classificació de 5,10 YDS A2 al sistema decimal de Yosemite . Una segona via anomenada "Never Never Land" es va escalar el 1979.
Parts de la pel·lícula de thriller de 1975 The Eiger Sanction (el director nord-americà Clint Eastwood) es van rodar a Totem Pole. Segons l'autor Ron Hogan, "[a] més de dirigir i protagonitzar The Eiger Sanction, Clint Eastwood va fer totes les seves pròpies acrobàcies durant les seqüències d'escalada de muntanya". Hogan afegeix a més que, Eastwood i el seu equip de filmació "van ser les últimes persones a escalar el tòtem de Monument Valley; per obtenir el permís per al rodatge, van haver d'acordar netejar el vessant de la muntanya de tots els pitons d'expedicions d'escalada anteriors".

## Galeria

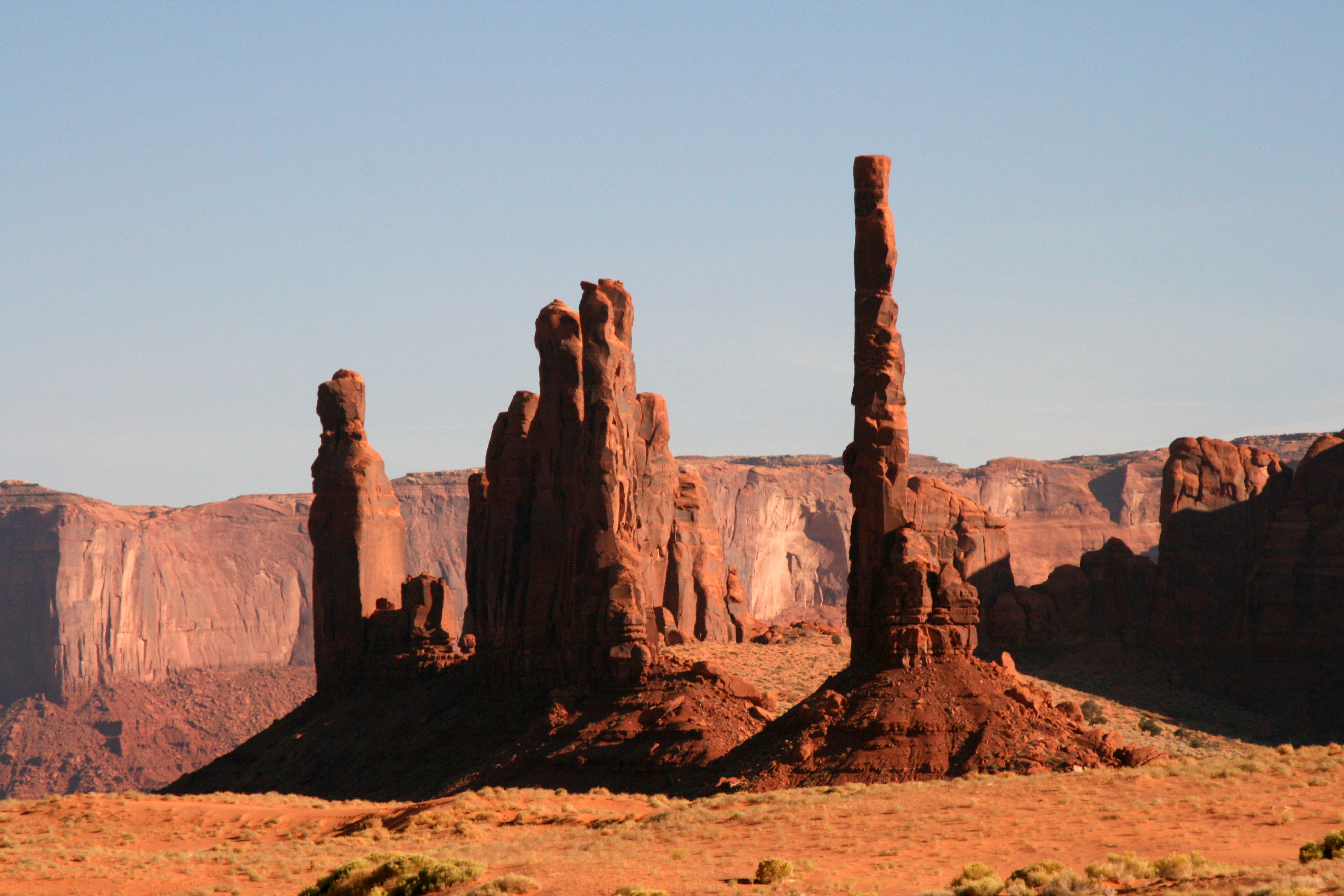
Totem Pole, Monument Valley.
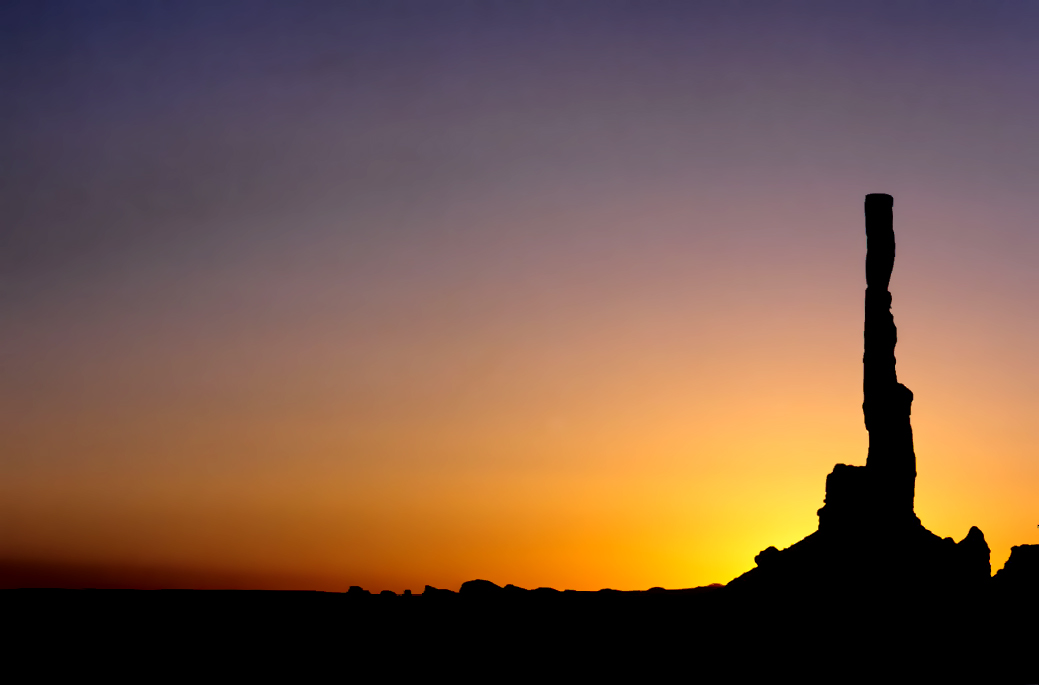
Totem Pole, Monument Valley.